# 德雷維茨湖

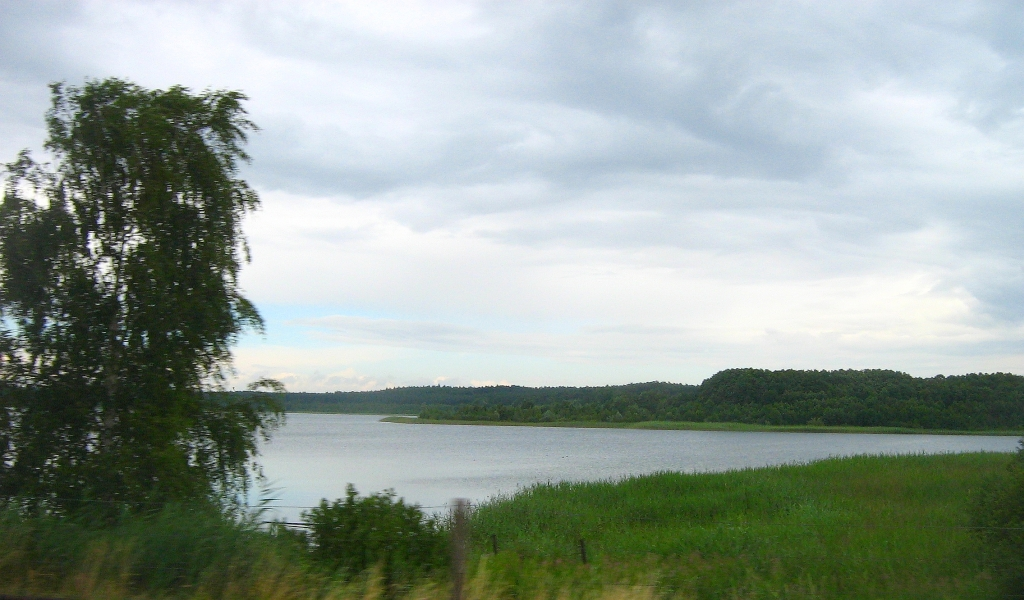

53°32′31″N 12°21′48″E / 53.54194°N 12.36333°E
德雷維茨湖（德語：Drewitzer See），是德國的湖泊，位於該國東北部，由梅克倫堡-前波美拉尼亞州負責管轄，處於梅克倫堡湖區縣，長4.7公里、寬1.7公里，面積6.9平方公里，海拔高度62米，平均水深10米，最大水深31米，水體容量6,737萬立方米。